# Palacio Nuevo (Oropesa)
El Palacio de los Álvarez de Toledo o Palacio Nuevo es un edificio de la localidad toledana de Oropesa, en España. Forma un conjunto con el Castillo de Oropesa. Tiene el estatus de bien de interés cultural y está ocupado por el Parador de Oropesa.

## Descripción
Se trata de un extenso palacio dividido en tres cuerpos, ubicado en la localidad toledana de Oropesa. Su construcción se remonta a mediados del siglo XVI. Fue edificado por los condes de Oropesa, uno de los nobles linajes de la Casa de Álvarez de Toledo. 
En el primero de los cuerpos se encuentra, centrada, la puerta principal, recercada en piedra a modo de baquetón de bajo relieve. Una hilera de óculos de medio punto, cerca del suelo, sirven para iluminar los sótanos del palacio. A un lado y otro de la puerta principal, hay ventanas apaisadas que sirven para iluminar la planta baja. En el segundo cuerpo, hay balcones distribuidos simétricamente con barandillas de hierro forjado. Entre los balcones, hay huexos distribuidos irregularmente y sobre alguno de los balcones huecos cegados. El tercero cuenta con dos plantas, de antepechos a ejes los de la interior y entre ellos, distribuyéndose irregularmente, huecos de ventanas verticales. La mampostería de piedra se alterna con arcos de descarga de ladrillo. Los balcones están recercados en piedra.

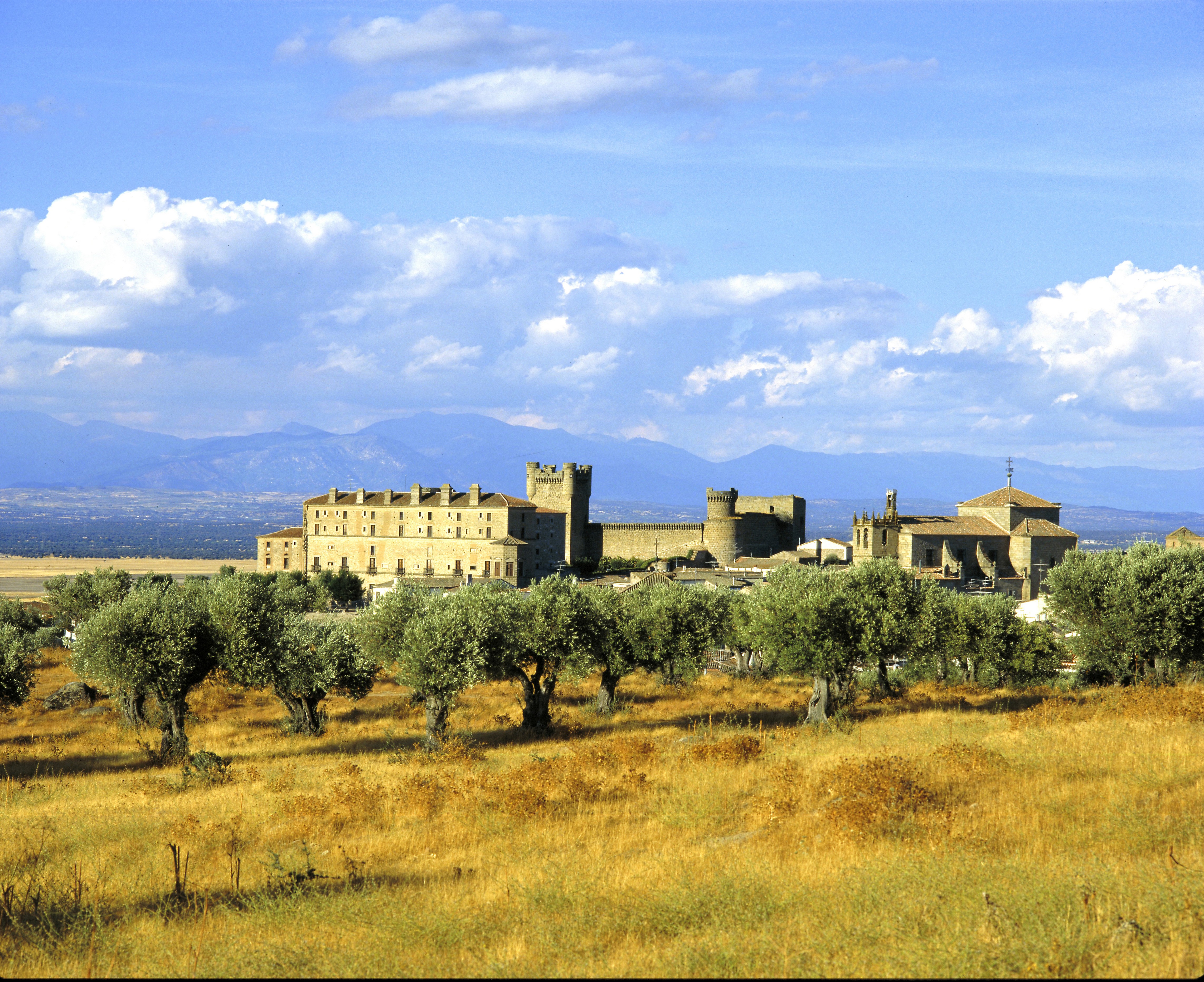
Vista del conjunto formado por el Palacio Nuevo y el Castillo de Oropesa.

Agregado a la esquina derecha de la fachada del palacio está lo que se conoce como «el peinador de la Duquesa», una torreta de sólida y excelente fábrica de planta octogonal, de sillería almohadillada, decorada con ventanas de arcos adintelados. En el extremo opuesto habría existido otra torre similar, desaparecida en la actualidad.
Trasponiendo el zaguán y unida a esta fábrica, dejando un gran patio central, permanece tras ella el denominado Castillo de Oropesa o Castillo Viejo, que fue residencia de los primeros condes de Oropesa. Es una construcción gótico-mudéjar previa del siglo XV, a la que se accede por una extensa escalinata de piedra por encontrarse a un nivel más alto dentro del patio cuadrilongo.
La fachada interior también en aparejo de piedra y ladrillo, excepto el cuerpo de la derecha realizado en mampostería de piedra, muestra la parte trasera del edificio con tres cuerpos perpendiculares que sobresale a diferentes alturas con ventanas y balconcillos de antepechos. Entrando en el patio y a mano izquierda, aparece una galería de dos plantas, en forma de L, uno de cuyos costados se apoya en la parte trasera del edificio y el otro cierra el patio en el noroeste. Sujetan el formado de madera de esta galería dieciséis columnas monolíticas de orden jónico con base y capitel de piedra. Los huecos que forman esta fachada son de ladrillo con dintel de abanico. Esta parte es ocupada por el Parador Nacional de Turismo, cuya distribución interior, aprovechando la existente, ha sido adaptada.
Fue declarado bien de interés cultural, en la categoría de monumento, el 2 de marzo de 1993, mediante un decreto publicado el día 31 de ese mismo mes en el Diario Oficial de Castilla-La Mancha (DOCM).